# Fernando Font
Fernando Font Fenoll (Ceuta, 12 dicembre 1915 – Barcellona, 8 novembre 2002) è stato un cestista e allenatore di pallacanestro spagnolo.

## Carriera
Come allenatore ha guidato la Spagna ai Campionati europei del 1961.

## Palmarès
- Copa del Rey: 1

Barcellona: 1950